# André Comte-Sponville
André Comte-Sponville (París, 12 de marzo de 1952) es un filósofo materialista, racionalista y humanista.

## Biografía
Antiguo alumno de la Escuela Normal Superior de París (donde fue alumno y amigo de Louis Althusser), sustentó una tesis de doctorado en la Universidad de París I Panthéon-Sorbonne. André Comte-Sponville fue durante mucho tiempo conferenciante de la Universidad de la Sorbona, de la cual dimitió en 1998 para dedicarse exclusivamente a la escritura y a otras conferencias ajenas a la universidad. Sus filósofos de influencia son Epicuro, los estoicos, Montaigne y Spinoza. Entre los contemporáneos, está próximo sobre todo a Claude Lévi-Strauss, Marcel Conche y Clément Rosset.
El 4 de marzo de 2008 fue nombrado miembro del Comité Consultivo Nacional de Ética Francés por el presidente de la República Francesa Nicolás Sarkozy. Es miembro de honor de la Association pour le Droit de Mourir avec Dignité, y ha declarado que: "la libertad de elegir es un valor más elevado que la vida".[cita requerida]

## Obra
- 1984 : Traité du désespoir et de la béatitude, PUF, 2 vol.(le mythe d'Icare/ Vivre, 1988), rééd. PUF, 2002 ;
- 1989 : Une éducation philosophique, PUF ;
- 1991 : Pourquoi nous ne sommes pas nietzschéens (en collaboration), Grasset ; rééd. Le Livre de poche, 2002 ;
- 1992 : L'Amour la solitude, Albin Michel, Paroles d'Aube ; rééd. Albin Michel, 2000 ; (El amor la soledad, Madrid, Paidós Ibérica, 2002).
- 1993 : Je ne suis pas philosophe - Montaigne et la philosophie, ed. Honoré Champion ;
- 1994 : Valeur et vérité (Etudes cyniques), PUF Collection : Perspectives critiques, ;
- 1995 : Camus, de l'absurde à l'amour (en collaboration avec Laurent Bove et Patrick Renou), éd. Paroles d'Aube, réed. La Renaissance du Livre, 2001 ;
- 1995 : Petit Traité des grandes vertus, PUF ; réédition Seil, 2006 ;
- 1998 : Impromptus, PUF ;
- 1998 : Pensées sur l'amour, Albin Michel  ;
- 1998 : Pensées sur la connaissance, Albin Michel  ;
- 1999 : La Sagesse des modernes (avec Luc Ferry), Robert Laffont ;
- 1999 : L'Être-temps, PUF ; Compte rendu dans la Revue philosophique de la France et de l'étranger, tome 126 2001/3;
- 1999 : Le Gai Désespoir, éd. Alice (Lièges) ;
- 2000 : Pensées sur la sagesse, Albin Michel ;
- 2000 : Présentations de la philosophie, Albin Michel  ; Compte rendu dans la Revue philosophique de la France et de l'étranger, tomo 126 2001/4, pdf ; reedición en 2004, Albin Michel ;
- 2001 : Dictionnaire philosophique, PUF ; Diccionario Filosófico, Madrid, Paidós Ibérica, 2003)
- 2004 : Le capitalisme est-il moral ? Albin Michel ; reed. Le Livre de Poche, 2006 ; reed. con un postfacio inédito, Albin Michel, 2009 ; Compte rendu dans la revue Étvdes, tome 400 2004/5.
- 2005 : La Philosophie, PUF. coll «Que sais-je?» ;
- 2005 : Dieu existe-t-il encore?, Cerf collection : Philo & Théol ;
- 2005 : La Vie humaine (avec des dessins de Sylvie Thybert), éd. Hermann, ;
- 2003 : Le Bonheur, désespérément, Pleins Feux ;  réédition Librio, texte intégral, ;
- 2006 :  La plus belle histoire du bonheur , Seuil collection Points;
- 2006 :  L'Esprit de l'athéisme, Albin-Michel,  ; rééd. Le Livre de Poche ;(El alma del ateísmo Archivado el 29 de agosto de 2011 en Wayback Machine., Madrid, Paidós Ibérica, 2006)
- 2006 : De l'autre côté du désespoir - Introduction à la pensée de Svâmi Prajnânpad, Éditions Accarias L'originel ;
- 2008 : Le Miel et l'Absinthe (Poésie et philosophie chez Lucrèce), Éditions Hermann;
- 2009 : Du corps, PUF;
- 2010 : Le goût de vivre, Albin Michel, ; (El Placer de Vivir Madrid, Paidós Ibérica, 2011)
- 2012 : Le Sexe ni la Mort. Trois essais sur l’amour et la sexualité, Albin Michel;
- 2015 : Du tragique au matérialisme (et retour), PUF.
- 2015 : C'est chose tendre que la vie, entretiens avec François L'Yvonnet, Albin Michel.

### Discografía
- 2005 : Petit traité des grandes vertus, Livraphone
- 2007 : le Bonheur, conceptions orientales et occidentales (3 CD audio), con François Jullien, ed. Frémeaux & Associés ;
- 2008 : l’Amour (3 CD audio), ed. Frémeaux & Associés ;
- 2008 : Qu’est-ce qu'une spiritualité sans Dieu ? (3 CD audio), ed. Frémeaux & Associés ;
- 2009 : André Comte-Sponville (DVD 100 min), con François L'Yvonnet, concepto y realización Benjamin Pichery, ed. INSEP, coll. « Regards sur le sport » ;
- 2010 : le Mal : le Méchant, le Salaud, le Pervers, le Médiocre (3 CD audio) con Michel Terestchenko, ed. Frémeaux & Associés.